# Zoroga
Zoroga est une ville du Botswana.